# دالشیتسه (منطقه تربیچ)
دالشیتسه (به چکی: Dalešice) یک منطقهٔ مسکونی در جمهوری چک است که در منطقه تربیچ واقع شده‌است. دالشیتسه ۱۱٫۳۷ کیلومتر مربع مساحت و ۵۸۰ نفر جمعیت دارد و ۳۹۸ متر بالاتر از سطح دریا واقع شده‌است.